# Челе ди Макра
Чѐле ди Ма̀кра (на италиански: Celle di Macra; на пиемонтски: Sele dl'Arma, Селе дъл'Арма, на окситански: Sèles, Селес) е село и община в Северна Италия, провинция Кунео, регион Пиемонт. Разположено е на 1270 m надморска височина. Населението на общината е 102 души (към 2010 г.).